# توماس مولر (ملحن)
توماس مولر (بالألمانية: Thomas Müller)‏ (و. 1939  م) هو ملحن، وتربوي، وموزع (موسيقى)، وأستاذ جامعي، وعازف بيانو من ألمانيا، وألمانيا الشرقية، ولد في لايبزيغ، يستخدم آلات بيانو.